# Successione numerica
In matematica, una successione numerica è una successione i cui termini sono solo numeri (non esiste una categoria designata di numeri, sono compresi sia i numeri naturali sia i numeri complessi). È in altre parole una funzione, definita solo sui numeri naturali ({\displaystyle \mathbb {N} }) oppure su un sottoinsieme di {\displaystyle \mathbb {N} }, per la quale è possibile calcolare il suo valore limite al divergere della variabile a {\displaystyle +\infty }. Se il risultato di tale limite è un numero finito la successione sarà convergente, se il suo risultato è {\displaystyle \pm \infty } la successione sarà divergente, se il limite non esiste la successione sarà indeterminata.
Determinate successioni numeriche possono essere riassunte in una funzione generatrice che permette il calcolo di qualsiasi n-esimo termine della serie; per esempio:
{\displaystyle a_{n}=2n-1}
per {\displaystyle n=1,2,...} è la formula generatrice dei numeri dispari.

## Rappresentazione

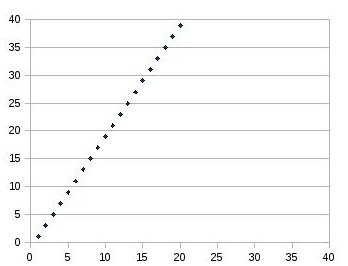
Il grafico della successione numerica dei numeri dispari.

Anche le successioni possono essere rappresentate sul piano cartesiano, sull'asse delle ascisse vengono riportati i valori di n, su quella delle ordinate invece gli an. Il grafico è quindi costituito da una serie di punti isolati: in figura è riportato l'esempio della successione naturale dei numeri dispari: {\displaystyle a_{n}=2n-1}.

### Proprietà
Le successioni numeriche possono avere andamenti molto diversi tra loro. In base al segno dei suoi termini una successione si dice:
- ovunque positiva (o positiva), se per ogni n l'immagine assume solo valori positivi, ovvero il grafico è sempre sopra l'asse delle ascisse. Matematicamente si scrive:

{\displaystyle a_{n}>0\qquad \forall \,n}
specularmente si può definire una successione ovunque negativa
- asintoticamente (o definitivamente) positiva (negativa) quando da un certo termine in poi, n*, i successivi sono sempre positivi, ovvero il grafico da un punto in poi non scende mai sotto l'asse delle ascisse. Matematicamente si scrive:

{\displaystyle a_{n}>0\qquad \forall \,n>n^{*}}
specularmente si può definire una successione asintoticamente negativa.

## Successioni limitate
Una successione a valori reali {\displaystyle {a_{n}}\quad } si dirà:
- limitata inferiormente se esiste un numero m tale che {\displaystyle a_{n}\geq m,\ \forall n\in \mathbb {N} }
- limitata superiormente se esiste un numero M tale che {\displaystyle a_{n}\leq M,\ \forall n\in \mathbb {N} }
- limitata se esiste un numero M tale che {\displaystyle |a_{n}|\leq M,\ \forall n\in \mathbb {N} }

Una successione a valori in uno spazio metrico è limitata se tutti i suoi valori sono inclusi in una palla.

## Successioni monotòne
Successioni che presentano una regolarità nell'evoluzione della serie di termini, ovvero il successivo è sempre maggiore (minore) del precedente oppure uguale, vengono dette monotòne.
Se la regolarità è presente in tutta la successione, ovvero ogni termine è sempre maggiore o minore del precedente,
{\displaystyle a_{n+1}>a_{n}\quad {\mbox{o}}\quad a_{n+1}<a_{n}\qquad \ \forall \,n}
la successione è detta "crescente" oppure "decrescente".
 Quando, invece, il termine può essere anche uguale
{\displaystyle a_{n+1}\geqslant a_{n}\quad {\mbox{o}}\quad a_{n+1}\leqslant a_{n}\qquad \ \forall \,n}
la successione è detta "non decrescente" oppure "non crescente".
Se la successione, invece, inizia ad essere regolarmente crescente (o decrescente) soltanto da un certo termine n* in poi
{\displaystyle a_{n+1}>a_{n}\quad {\mbox{o}}\quad a_{n+1}<a_{n}\qquad \ \forall \,n>n^{*}}
si dice che dal punto n* è definitivamente crescente o decrescente.
Esistono infine le successioni costanti,
{\displaystyle a_{n+1}=a_{n}\qquad \forall \,n}
per cui valgono contemporaneamente la proprietà di essere non crescenti e non decrescenti; esempi possono essere le successioni:
{\displaystyle a_{n}=5\quad {\mbox{oppure}}\quad a_{n}=1^{n}}

### Teorema sulle successioni monotòne
Ogni successione monotòna è regolare, cioè ammette limite. In particolare, ogni successione monotòna e limitata è convergente, cioè ammette limite finito.
Dimostrazione: Sia {\displaystyle a_{n}\quad } una successione crescente e limitata, con 
{\displaystyle l=\sup _{n}\{a_{n}\}}. Per le note proprietà dell'estremo superiore, fissato un {\displaystyle \varepsilon >0\quad } esiste un indice {\displaystyle v\quad } tale che {\displaystyle l-\varepsilon <a_{v}\quad }. Ricordando che la crescenza della successione impone
{\displaystyle a_{n}\geqslant a_{v}\qquad \ \forall \,n>v}, risulta
{\displaystyle l-\varepsilon <a_{v}\leqslant a_{n}\leqslant l<l+\varepsilon }.
Cioè, per definizione di limite di una successione, risulta:
{\displaystyle \lim _{n\to +\infty }a_{n}=l}